# Aleurocanthus martini
Aleurocanthus martini es un hemíptero de la familia Aleyrodidae, con una subfamilia: Aleyrodinae.
Fue descrita científicamente en 1993 por David.